# Biserica Măzărache
Biserica Măzărache este un lăcaș de cult și monument de arhitectură de însemnătate națională, introdus în Registrul monumentelor de istorie și cultură din Chișinău și în Registrul monumentelor Republicii Moldova ocrotite de stat. Aparține astăzi Comunității ortodoxe de Stil Vechi. Datează din epoca stăpînirii moldovenești și este cea mai veche clădire din Chișinău (1752).
Inițial a purtat hramul Nașterea Maicii Domnului, fiind sub oblăduirea Mitropoliei Moldovei, recunoscută de Patriarhia Constantinopolului. În anii '30 ai secolului XIX a fost transferată Patriarhiei Moscovei. Între cele două războaie mondiale, a aparținut Mitropoliei Basarabiei, parte a Patriarhiei României. În 1945 a fost retranferată Patriarhiei Moscovei, care, în anii '60 ai secolului XX, a cedat-o comunității lipovene, ocazie cu care și-a luat hramul Acoperământul Maicii Domnului.
Este una dintre foarte puținele biserici din Chișinău care nu au fost închise în perioada sovietică.

## Originea numelui
Numele de Măzărachi vine de la ctitorul bisericii, Vasile Măzărachi, negustor, jitnicer si vistiernic. În unele surse, Măzărachi este pomenit și ca pârcălab de Chișinău.

## Legenda înființării

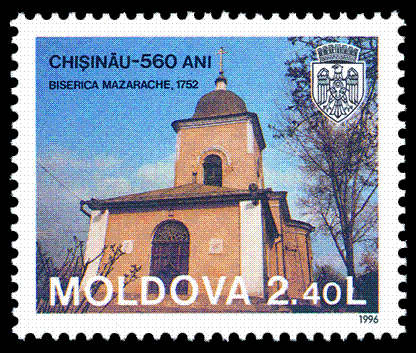
Timbru cu Biserica Măzărache

Potrivit legendei, cineva a trimis o plângere împotriva lui Vasile Măzărachi către guvernatorul turc al Tighinei. Drept urmare, Măzărachi a fost chemat la Tighina sa dea explicații. Se știa că guvernatorul Tighinei era un om foarte aspru și niciunul dintre cei care erau pârâți la el nu se mai întorcea viu de la Tighina. Înainte de a pleca la drum, Vasile Măzărachi s-a rugat lui Dumnezeu, promițând ca dacă va scăpa cu viață, va construi o biserică în Chișinău. Fiind achitat, Măzărachi, întors în Chișinău, a ctitorit biserica ce îi poartă azi numele. Istoricii estimează că legenda, ca multe altele din Republica Moldova, a fost transformată după 1812 pentru a acredita ideea că toată Moldova era o provincie turcească; în realitate, pîrît, Vasile Măzărachi nu putea fi chemat decât în fața Domnului Moldovei din epocă (Constantin Mavrocordat sau succesorul său Constantin Racoviță) deoarece Chișinăul nu făcea parte din raiaua Tighinei (teritoriu otoman ca și Bugeacul) ci din Principatul Moldovei, stat vasal al turcilor, dar autonom.

## Sprijinirea învățământului

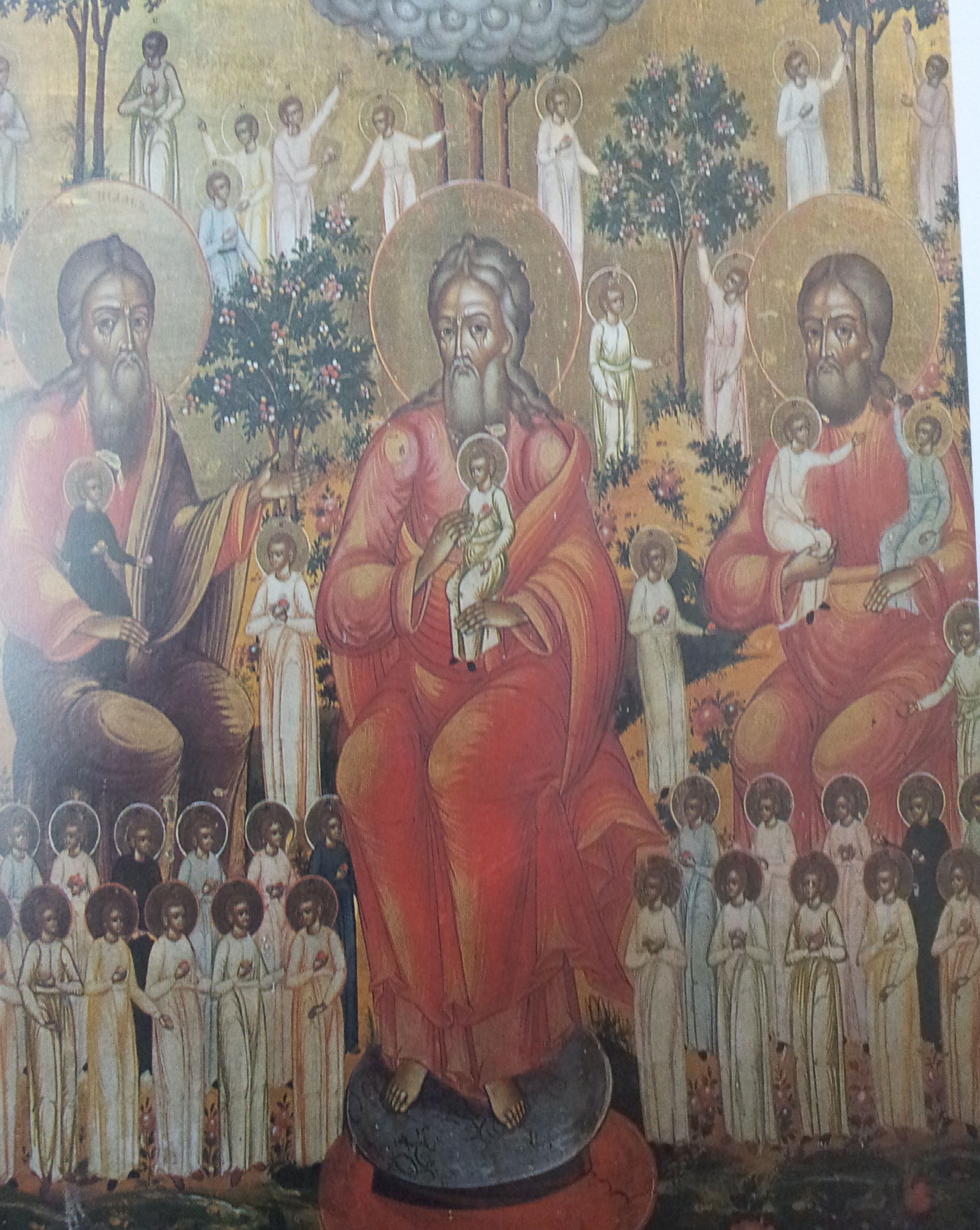
Icoana Sânul lui Avraam (sec. XVIII) se află în biserica Măzărachi

La hotarul secolelor XVIII și XIX, pe lângă biserica Mazarache funcționa o școală. Astfel, în anul 1800, biserica Mazarache a pus la dispoziție o casă în Chișinău pentru țârcovnicul Vasile, pentru ca acesta să instruiască acolo copiii din partea locului. Puțin mai târziu, biserica Mazarache a construit o nouă casă pentru școală cu un dascăl numit de Mitropolia Moldovei.